# George Cecil Ives
George Cecil Ives (1º ottobre 1867 – 4 giugno 1950) è stato uno scrittore britannico.

## Opere letterarie
- Book of Chains (1897)
- Eros' Throne (1900)
- Penal Methods in the Middle Ages (1910)
- The Treatment of Crime (1912)
- The Missing Baronet (1914)
- A History of Penal Methods: Criminals, Witches, Lunatics (1914)
- The Sexes, Structure, & "Extra-organic" Habits of certain Animals (1918)
- The Continued Extension of the Criminal Law (1922)
- English Prisons Today (1922)
- Graeco-Roman View of Youth (1926)
- Obstacles to Human Progress (1939)
- The Plight of the Adolescent